# Piz Mundaun
Der Piz Mundaun ist ein 2063 m ü. M. hoher Berg im Kanton Graubünden in der Schweiz.

## Lage
Der Piz Mundaun liegt südwestlich von Ilanz in der bündnerischen Surselva und wird in der Region manchmal auch Bündner Rigi genannt. Von seinem Gipfel geniesst man eine Rundsicht bis hin zu den Berner- und Österreicher Alpen. Viele Besucher bezeichnen den Piz Mundaun deswegen als einen der schönsten Aussichtsberge der Schweiz, am ehesten sei die Aussicht mit der auf der Rigi am Vierwaldstättersee zu vergleichen.
Am Nordhang des Piz Mundaun liegen die Ortschaften Flond und Surcuolm. Im Gegensatz zum benachbarten Obersaxen, das von Walsern besiedelt wurde und deutschsprachig ist, spricht man hier Rätoromanisch. Auf der Südseite liegt das Val Lumnezia mit den romanischen Ortschaften Vella, Morissen und Cumbel. Mit seinen über 15 Liftanlagen ist der Piz Mundaun ein bedeutendes Wintersportgebiet und im Sommer ein beliebtes Wandergebiet.
Nach dem Piz Mundaun ist die neue politische Gemeinde Mundaun benannt, zu der per 1. Januar 2009 Surcuolm und Flond fusionierten. Am 1. Januar 2016 fusionierte Mundaun mit Obersaxen zur neuen Gemeinde Obersaxen Mundaun.

## Beschreibung
Auf der Südseite reichen steile Rasenhänge bis zum Gipfel, nordseits sperrt eine Felsbank den direkten Zugang. Von Surcuolm führt ein Sessellift bis zum Grat mit dem Berggasthaus, etwa 100 Meter westlich des Vermessungspunktes. Markierte Bergwege vermitteln leichte Zugänge von allen Seiten. Einer der Wege setzt sich über den ganzen Grat bis zum Piz Sezner fort.

## Bilder

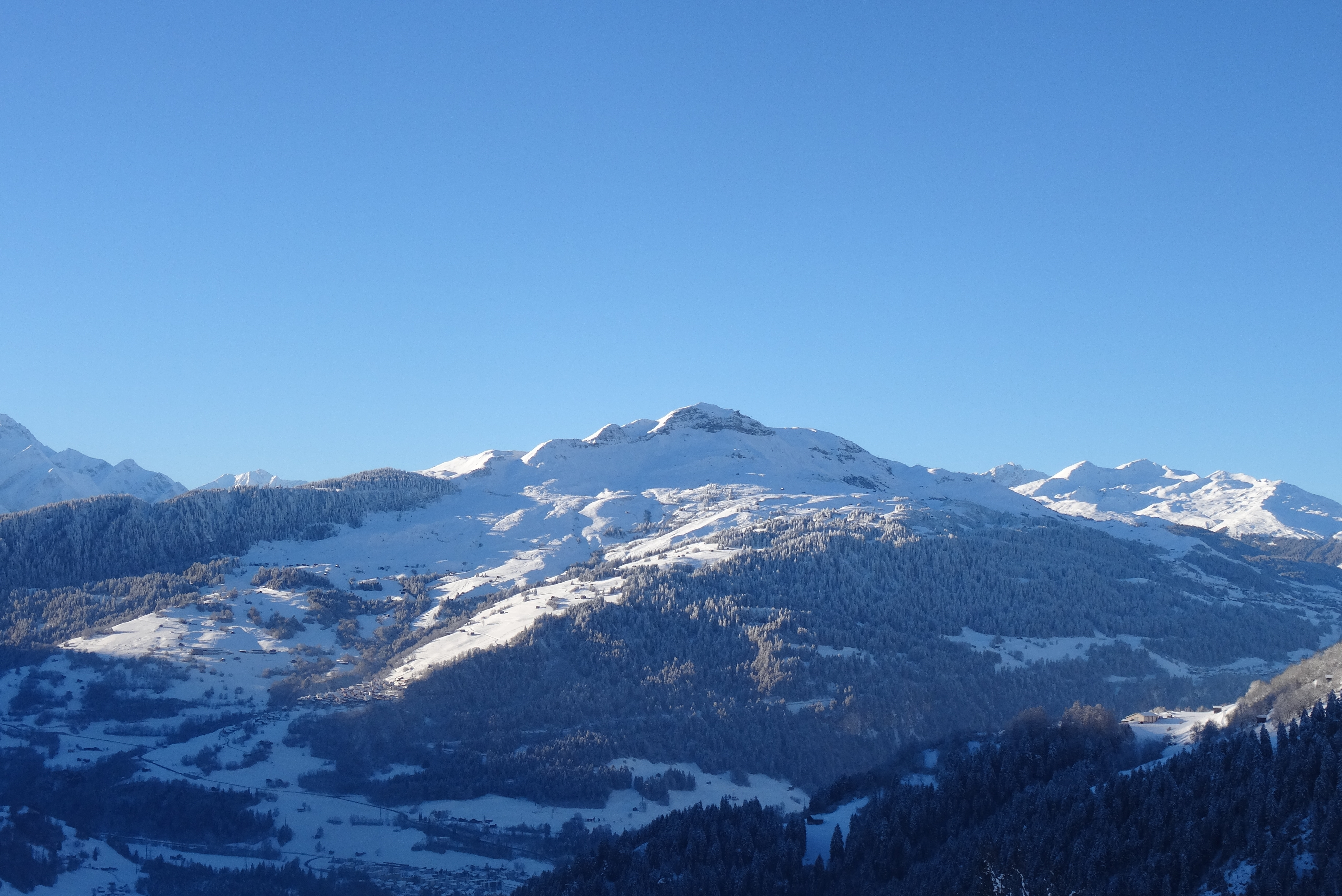
Ansicht aus Nordosten
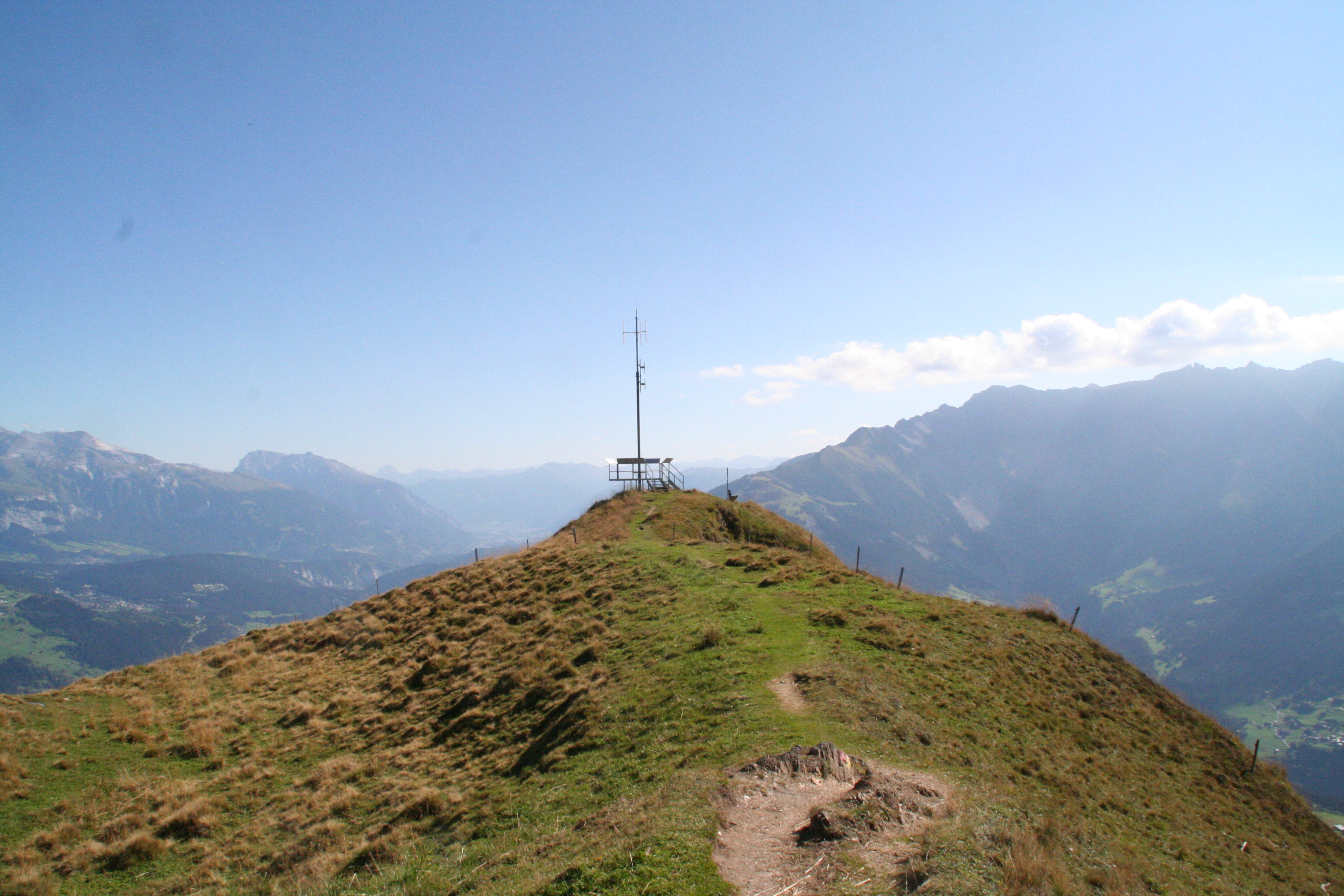
Gipfel
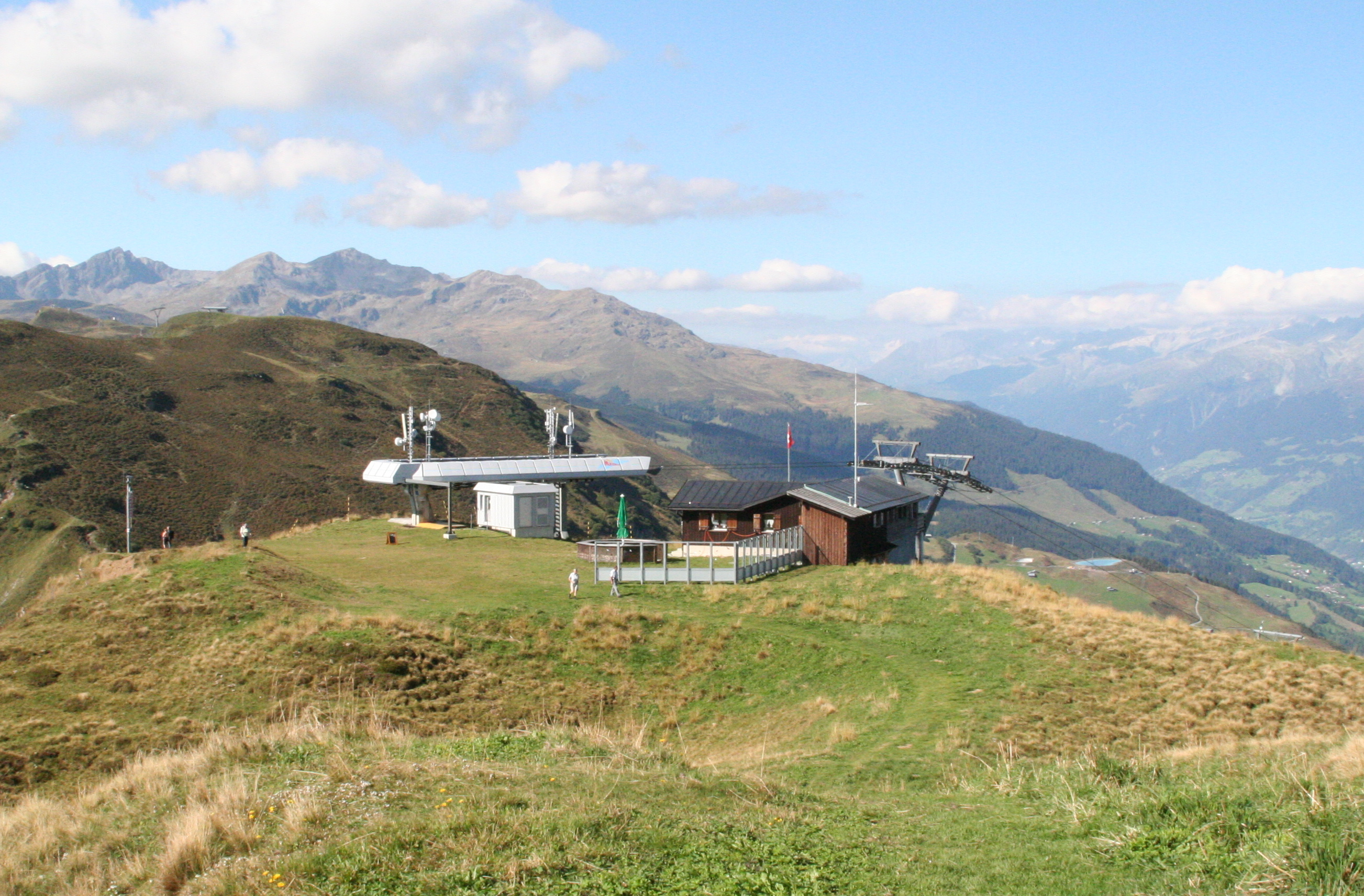
Bergstation
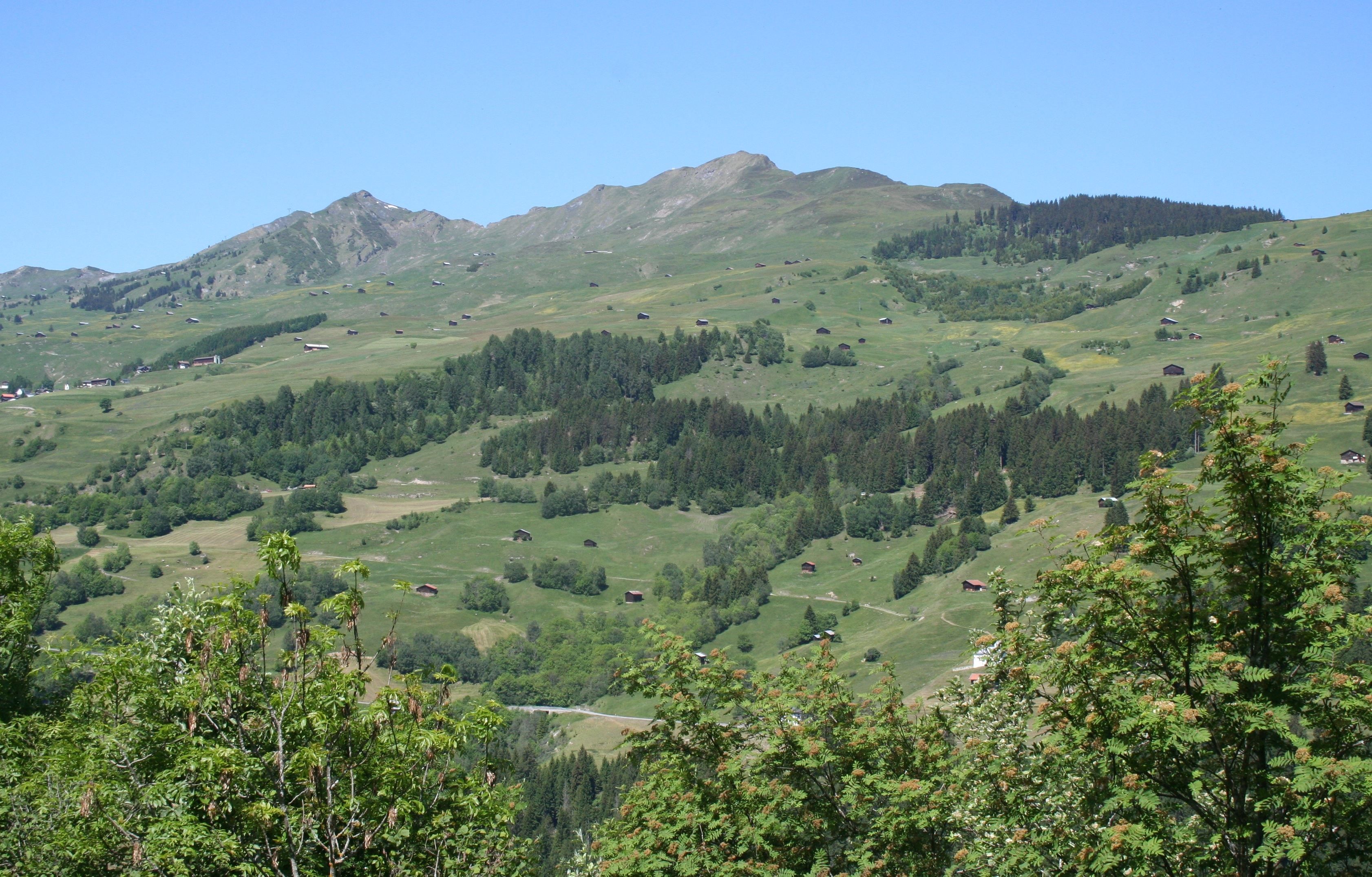
Von Südosten

## Karten
- Landeskarte der Schweiz 1:25'000, Blatt 1214 Ilanz (Glion),
- Landeskarte der Schweiz 1:50'000, Blatt 257 Safiental.